# Polistomorpha conura
Polistomorpha conura är en stekelart som beskrevs av Boucek 1974. Polistomorpha conura ingår i släktet Polistomorpha och familjen Leucospidae.
Artens utbredningsområde är:
- Bolivia.
- Ecuador.
- Franska Guyana.
- Guyana.
- Peru.

Inga underarter finns listade i Catalogue of Life.